# Фортуна (пакетбот)
«Фортуна» — парусный пакетбот Балтийского флота Российской империи, один из пяти пакетботов типа «Курьер».

## Описание судна
Парусный пакетбот с деревянным корпусом, один из пяти пакетботов типа «Курьер», строившихся на Олонецкой верфи в 1726 и 1727 годах для нужд Балтийского флота.

## История службы
Пакетбот «Фортуна» был заложен на стапеле Олонецкой верфи в 1726 году и после спуска на воду 22 сентября (3 октября) 1727 года вошёл в состав Балтийского флота России. Строительство вёл корабельный мастер В. Фогель.
В кампанию 1731 года в составе кронштадтской эскадры кораблей Балтийского флота под общим командованием капитана 3-го ранга Югана Леймана совершил плавание в Киль за грузом лошадей, купленных для драбантского полка. Эскадра для плавания была сформирована по приказу Адмиралтейств-коллегии от 19 (30) мая 1731 года с фрегатом «Эсперанс» в качестве флагмана и, согласно следующему распоряжению от 24 мая (4 июня) 1731 года, ей было предписано с первым благоприятным ветром выйти в море. При этом фрегату предписывалось идти под военным флагом и вымпелом, а всем остальным судам под купеческими, однако с военными гюйсами и без вымпелов.
На все суда эскадры были погружены бочки для воды и c 26 мая (6 июня) по 29 мая (9 июня) они вышли на кронштадтский рейд. После чего 29 мая (9 июня) все корабли подняли торговые флаги, а флагманский фрегат — военный, и они начали лавировать и верповаться на запад. 9 (20) июня эскадра прошла Гогланд. 19 (30) июня в районе видимости острова Борнхольм все суда эскадры подняли кормовые флаги, однако позже в тот же день их спустили. 25 июня (6 июля) все суда эскадры подошли к входу в Кильскую бухту и встали на якоря. 27 июня (8 июля) эскадра снялась с якорей и корабли пошли в бухту, при этом на входе «Эсперанс» обменялся салютами с береговыми батареями.
21 июля (1 августа) пакетбот, совместно с пакетботом «Ластка», вышел в море с драгунами на борту и 29 июля (9 августа) прибыл в Данциг. После того, как драгуны с обоих пакетботов были перевезены на берег, они вновь вышли в море и с 17 (28) августа по 24 августа (4 сентября) совершили переход в Любек, где был получен приказ о возвращении в Кронштадт. 29 августа (9 сентября) покинули Любек и, зайдя 10 (21) сентября в Ревель за провиантом, 13 (24) сентября вернулись в Кронштадт, где втянулись в гавань.

## Командиры судна
Командирами пакетбота «Фортуна» в составе Российского императорского флота в разное время служили:
- унтер-лейтенант Пётр Прончищев (1731 год)[9][10].

### Комментарии
1. ↑  По другим данным спущен на воду в 1724 году[2].
2. ↑  Эскадра состояла из 13 судов, включая фрегат «Эсперанс» (флагман), два переоборудованных линейных корабля «Виктория» и «Девоншир», гукор «Новый Кроншлот», два пакетбота «Ластка» и «Фортуна», два шмака «Бобр» и «Де Бир-Драгер», два галиота «Гогланд» и «Тонеин», три флейта «Голштиния», «Киль» и «Эзель»[6].